# مارتن بيرغ
مارتن بيرغ (بالألمانية: Martin Berg)‏ هو عسكري ألماني، ولد في 4 أبريل 1905 في بيسمارك في ألمانيا، وتوفي في 2 أبريل 1969 في Sülzetal ‏ في ألمانيا.